# فورو

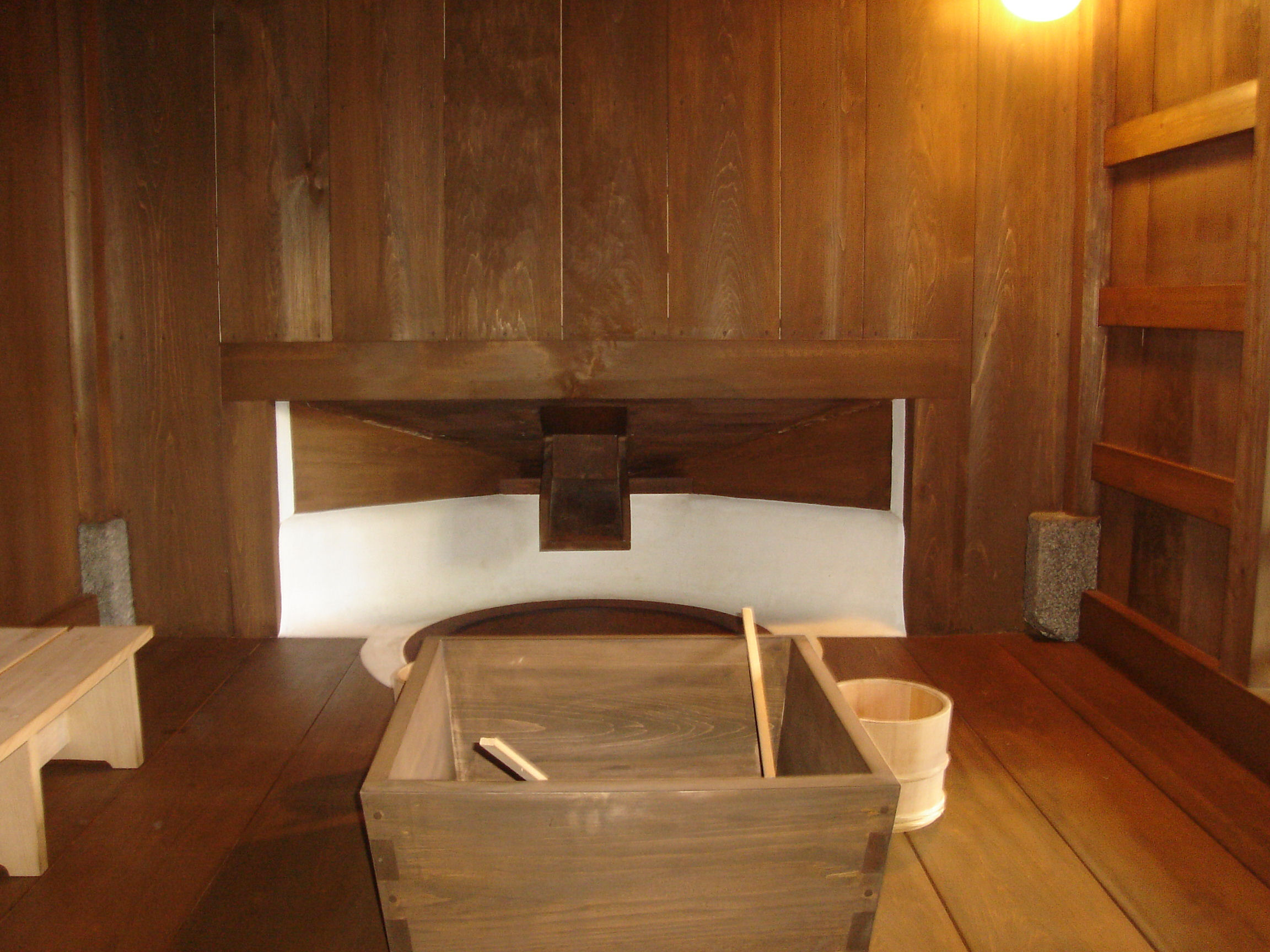
سنمیو، فورو معبد شوکوکو (ساخت ۱۴۰۰، بازسازی ۱۵۹۶) در کیوتو، ژاپن

فورو (به ژاپنی: 風呂 Furo)، یا شکل رایج‌تر و مؤدبانه‌تر اوفورو وان حمام و/یا حمام حمام ژاپنی است. به ویژه نوعی حمام است که منشأ آن یک وان حمام چوبی کوتاه و شیب دار است. حمام‌هایی از این نوع در سراسر ژاپن در خانه‌ها، آپارتمان‌ها و مسافرخانه‌های سنتی ژاپنی (ریوکان (مسافرخانه)) یافت می‌شوند، اما اکنون معمولاً از پلاستیک یا فولاد ضدزنگ ساخته می‌شوند.